# Финансово-экономический кризис в России (2008—2010)
В данной статье рассматривается Финансово-экономический кризис 2008—2010 годов в России как часть мирового финансового кризиса.

## Падение фондового рынка: август — октябрь 2008
По оценке Всемирного банка, российский кризис 2008 года «начался как кризис частного сектора, спровоцированный чрезмерными заимствованиями частного сектора в условиях глубокого тройного шока: со стороны условий внешней торговли, оттока капитала и ужесточения условий внешних заимствований».
Обозреватель журнала Research Алексей Байер в «Ведомостях» от 10 октября 2008 года писал, что удар глобального кризиса по России был сильнее, чем по экономикам иных стран вследствие 3-х причин: «американской финансовой катастрофы», негативно отразившейся на всех рынках и финансовых системах развивающихся стран; падения цен на нефть при значительной зависимости России от её экспорта; политических ошибок российского руководства. Автор высказал предположение, что если все три фактора сравнимы, то «с середины года рынок потерял более 600 пунктов только из-за ухудшения инвестиционного климата в России — из-за конфликта с Грузией и из-за ссоры акционеров ТНК-BP, атаки на „Мечел“».
Экономист, бывший советник президента России (2000—2005) А. Н. Илларионов в октябре 2008 года полагал, что российский фондовый кризис следует отсчитывать от 19 мая 2008 года — дня, когда российские фондовые индексы перестали расти и началось падение.
Начавшееся в конце мая 2008 года снижение котировок акций российских компаний стало перерастать в обвал в конце июля. По мнению ряда СМИ и финансовых аналитиков, первое резкое падение котировок произошло вследствие заявлений премьер-министра Владимира Путина в адрес руководства компании «Мечел» 24 июля.

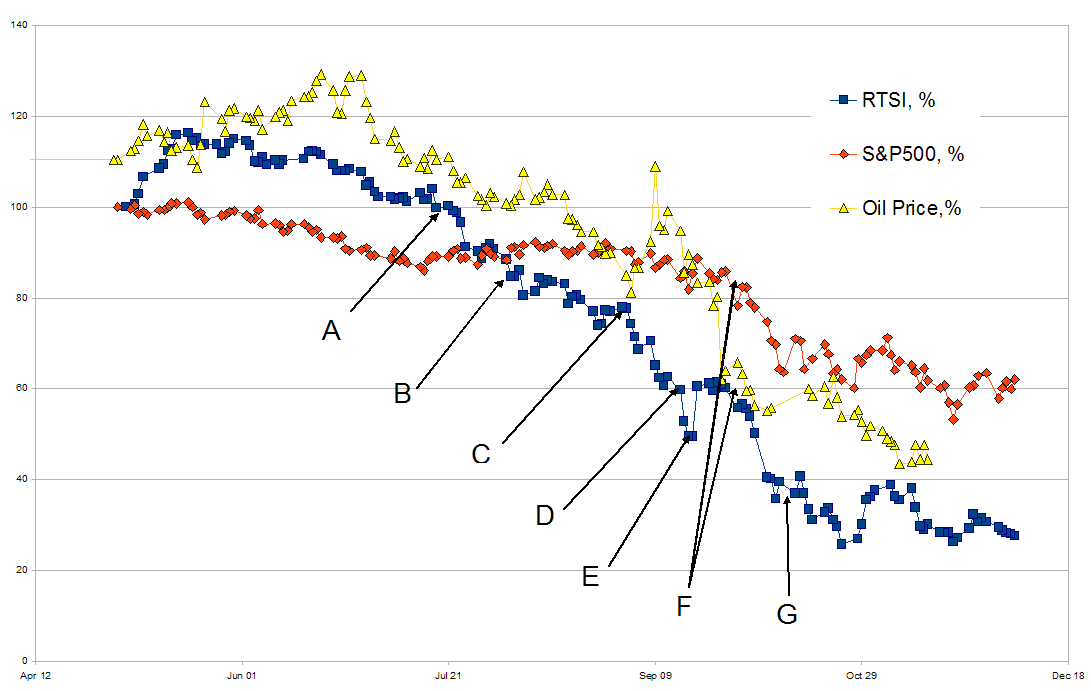
Индекс РТС в сравнении c S&P 500 и ценами на сырую нефть. Все цены в процентах относительно значений на 1 Мая 2008 года. A — Владимир Путин критикует Мечел; B — начало Войны в Грузии; C — Признание Россией независимости Абхазии и Южной Осетии; D — Алексей Кудрин заявляет, что «системный кризис отсутствует»; E — пакет мер по спасению основных банков; F — Глобальный финансовый кризис октября 2008 года; G — Президент Дмитрий Медведев объявляет дополнительное финансирование поддержки финансовой системы

22 сентября 2008 года экономист и генеральный директор журнала «Эксперт» А. Привалов писал:
Речи о том, что беды на нашем финансовом рынке суть прямое следствие заморских событий, и верны, и обманчивы одновременно. С одной стороны, конечно же, следствие. Жёсткие критики режима любят указывать, что обвал рынка стал ему (режиму) наказанием за „кошмаренье“ бизнеса и особенно — за „неадекватную реакцию“ на Саакашвили. Но простите: вот вам другой экспортёр углеводородов, Норвегия. С Грузией она не воевала и не посылала доктора к „Мечелу“. Результат — в терминах фондовых индексов — не намного лучше, чем у нас. Или Украина. Обвал гораздо круче нашего (с начала года на 70%), хотя уж такая демократия, что только держись, — и дешевеющую ныне нефть покупает, а не продаёт. Так что спорить не приходится: на фондовом рынке наведённый эффект сейчас явно заглушает почти любой местный колорит. Но, с другой-то стороны, не в одном же фондовом индексе дело (да он уже и выправляется). Возьмите инвестиции. Более двух лет они росли у нас на двадцать с лишним процентов в год; за несколько последних месяцев темп их роста упал почти до нуля — это покойные братья Леман его уронили? Или резвый рост импорта при стабильности экспорта — это Федеральная резервная система нам наворожила?А. Привалов

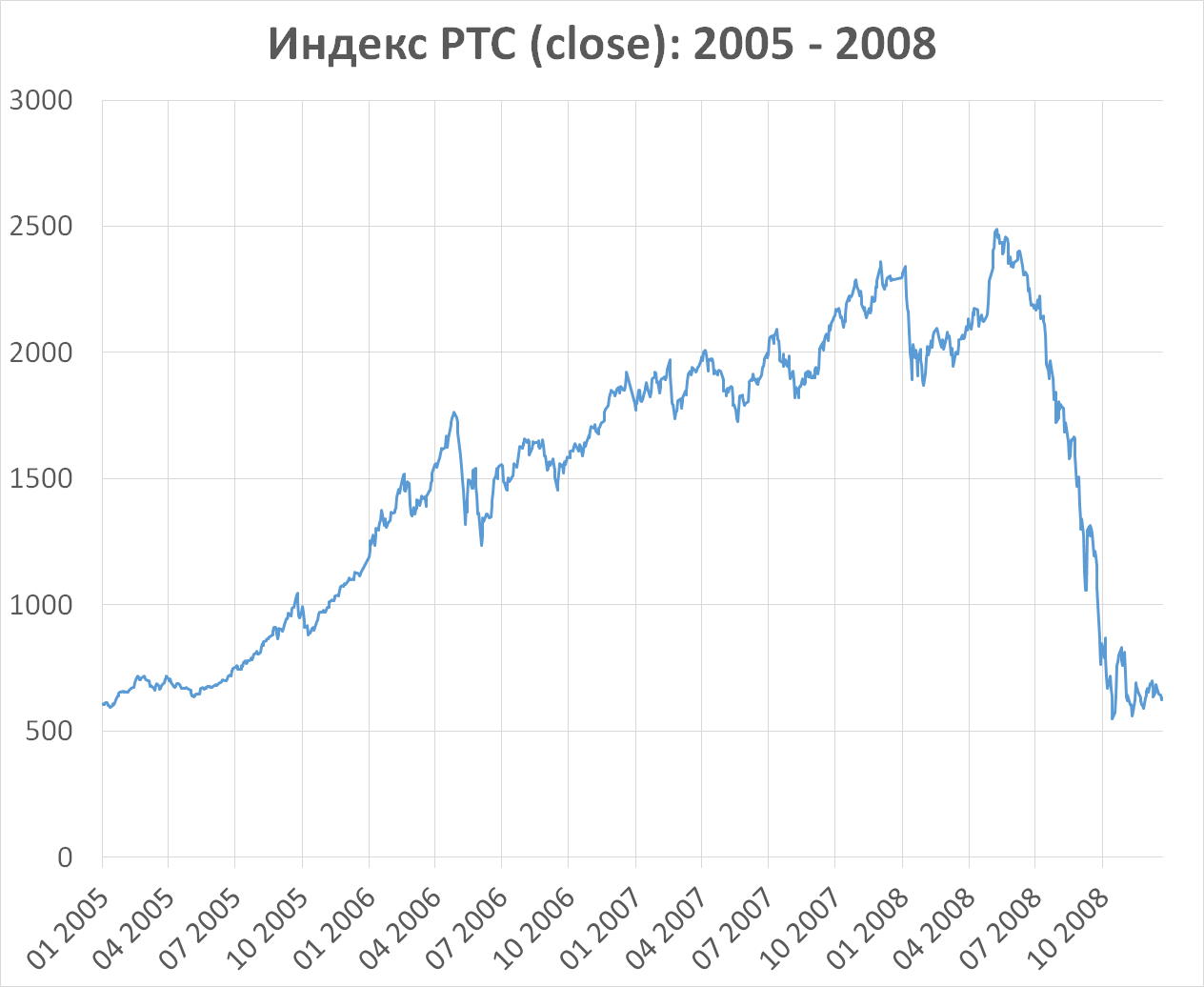
Динамика индекса РТС в 2005—2008 гг.

Другим фактором ускоренного, по отношению к американскому индексу Доу Джонса, падения фондового рынка в России стала, по мнению ряда аналитиков и экономистов, война в Грузии в августе 2008 года. Журнал Newsweek, в материале, опубликованном 23 августа 2008 года, писал об экономических последствиях этого вооружённого конфликта: «После конфликта в Грузии российская фондовая биржа пережила одно из самых мощных падений котировок за последнее десятилетие. В течение только одного дня курс акций упал на 6 процентов. Инвесторы больше всего опасаются, что наступит новая эпоха военной конфронтации между Россией и её соседями. Тем временем амбициозный план реформ Медведева оказался перехваченным амбициями Путина. Придя к власти, Медведев говорил о необходимости покончить с российской традицией „правового нигилизма“, вымогательства и коррупции. Ещё в прошлом месяце президент велел российским чиновникам прекратить „кошмарить“ бизнесменов мелкими придирками и требованиями взяток. Он также пообещал реформировать судебную систему и права собственности»
Аналогичного мнения придерживались The Financial Times от 11 сентября, американский журнал Fortune, российский журнал «Эксперт» D' за август 2008 года, а также экономист А. Илларионов: «Это произошло, прежде всего, в результате радикального ухудшения ситуации в июле — августе в связи с агрессивной кампанией российских властей против российского и зарубежного бизнеса, наиболее яркой историей из которых стала история по поводу отправки доктора к хозяину „Мечела“, отправка Роберта Дадли из ТНК-ВР. Ну и конечно, грузинская агрессия против России…»
The Financial Times от 18 сентября 2008 года усматривала первостепенную причину падения российского фондового рынка, кризиса ликвидности и оттока капитала в августе — сентябре 2008 года во внутренних проблемах страны: «<…> российский финансовый сектор сильнее всего пострадал от кредитного кризиса в США. Для московских фондовых бирж и банков международное положение усугубило существовавшую кризисную ситуацию, объяснявшуюся, в основном, внутренними факторами, то есть августовской российско-грузинской войной.»
Газета осветила вехи пути, приведшего к кризису: май 2008 года, когда, после избрания на пост президента Дмитрия Медведева, «в страну хлынул поток инвестиций»; появление в конце мая «первых признаков надвигающейся беды» (атака на британскую сторону в совместном англо-российском предприятии ТНК-BP); вынужденный отъезд из страны в июле генерального директора предприятия Роберта Дадли (Robert Dudley); заявление Путина тогда же в отношении главы компании «Мечел» Игоря Зюзина, послужившее толчком к панике среди инвесторов; последовавшие расследования со стороны антимонопольных служб в отношении прочих крупных металлургических компаний. Финальным толчком к обрушению рынка, по мнению издания, стала военная кампания против Грузии: 

Война в Грузии для многих стала последней каплей. Страх перед капризным и своенравным поведением Кремля привел к массовому бегству инвесторов из страны; по оценке экспертов, в первые несколько недель после начала боевых действий из России ушло инвестиций на сумму в двадцать один миллиард долларов. Дополнительными негативными факторами стала общая нестабильность мировых фондовых рынков и падение цен на нефть, от которых зависит финансовое благополучие России. 16 сентября Алексей Кудрин заявил, что в случае, если нефть будет стоить менее 70 долларов за баррель, федеральный бюджет придет к дефицитному балансу. <…> Вектор падения, наметившийся на рынках в результате бегства инвесторов, стал особенно резким после того, как внутренние инвесторы стали сталкиваться с маржевыми требованиями по акциям, купленным на заемные средства.
— The Financial Times от 18 сентября 2008 года
Так же оценивали ситуацию и американские газеты International Herald Tribune и The Wall Street Journal (которая, в частности, обвиняет Путина в том, что тот «испугал» рынок).

## Развитие кризиса

### Октябрь 2008 года
Специфическим фактором в развитии кризиса в России являлось наличие значительного внешнего долга российских компаний, который достигал в совокупности 527 млрд долларов на начало октября 2008 года, что было сопоставимо со всем объёмом ЗВР России. Согласно данным, опубликованным Центральным банком России 10 октября, в IV квартале 2008 года российским компаниям предстояло выплатить зарубежным кредиторам $47,5 млрд; в 2009 году сумма внешних выплат должна была составить $115,7 млрд. С учётом процентов российские банки и компании должны выплатить инвесторам и кредиторам до конца 2009 года 163,2 млрд долларов, что составляет четверть всех внешних обязательств РФ.
Другим негативным фактором для России, как нетто-экспортёра углеводородного сырья, стало резкое падение с исторического пика в середине июля 2008 года цен на нефть: 16 октября 2008 года нефть марки Urals упала ниже 70 долларов за баррель — уровня, исходя из которого на 2009 год бюджет рассчитан как бездефицитный.
Первыми испытали трудности с финансированием крупные российские компании, столкнувшиеся с невозможностью перекредитования в западных банках и с принудительными продажами по сделкам РЕПО (margin calls) вследствие падения стоимости своих заложенных под кредиты акции. Русский Newsweek от 13 октября цитировал «близкий к Кремлю источник»: «Для крупного бизнеса этот кризис хуже [кризиса] 1998 года»

Всё, что сегодня происходит в сфере экономики, финансов, началось, как известно, в США. Весь этот кризис, с которым столкнулись многие экономики, и, что самое печальное, неспособность принять адекватные решения — это уже не безответственность конкретных лиц, а безответственность системы. Системы, которая, как известно, претендовала на лидерство. Но мы видим, что она не только не способна обеспечить лидерство, но даже не способна принять адекватные, абсолютно необходимые решения для преодоления кризисных явлений.— 1 октября, глава Правительства РФ В. Путин
Заявление 7 октября 2008 года Президента Д. Медведева, что государство предоставит российским банкам субординированный кредит на сумму до 950 млрд рублей сроком не менее чем на пять лет вызвало краткосрочный подъём на фондовом рынке. В тот же день крупные нефтегазовые компании (Лукойл, Роснефть, ТНК-ВР и Газпром) обратились в правительство с просьбой выделить им кредиты для погашения задолженности по внешним займам.
8 октября 2008 года сообщалось о том, что в российских компаниях начались сокращения. По утверждению Reuters, это произошло вопреки обещаниям чиновников и прогнозам аналитиков.
9 октября СМИ России впервые сообщали о «выходе кризиса в народ»; Председатель Правительства России В. Путин на встрече с парламентской фракцией КПРФ заявил, что «доверие к Соединённым Штатам как к лидеру свободного мира и свободной экономики, доверие к Уолл-стрит как центру этого доверия подорвано, я считаю, навсегда. Возврата к прежней ситуации уже не будет.» В тот же день негативный эффект финансового кризиса на работу российского АПК признал министр сельского хозяйства А. Гордеев. В тот же день А. Илларионов отметил, что: «В США за последний месяц индексы фондового рынка снизились на 15 процентов, а в России — на 30 с лишним… За последние неполные пять месяцев российский фондовый рынок потерял свыше 70 процентов от уровня 19 мая, а рыночная капитализация российских компаний, акции которых обращаются на рынке, упала более чем на 900 миллиардов долларов».
10 октября 2008 года, вслед за международными рейтинговыми агентствами Fitch и Moody’s, понизившими рейтинги банков «Союз» и «Ренессанс Капитал», Standard & Poor’s (S&P) также сообщило об изменении прогнозов по 13-и российским банкам и компаниям финансового сектора со «стабильного» на «негативный».
Намечавшееся на 23 октября 2008 года оглашение ежегодного послания Президента России Федеральному собранию было перенесено на неопределённый срок; сообщалось, что Медведев намерен внести в него антикризисные правки. В тот же день СМИ сообщали, со ссылкой на мнение экспертов, что «мировой финансовый кризис уже начал отражаться на жизни граждан России» Рейтинговое агентство S&P оценило новости о возможности распечатывания фонда национального благосостояния (ФНБ), изменив прогноз по суверенным рейтингам России со стабильного на негативный.
31 октября председатель правительства В. Путин объявил о возможном сокращении расходов бюджета и госмонополий; дальнейшая поддержка бизнеса должна будет осуществляться преимущественно без дополнительных расходов государства.

### Ноябрь 2008 года
В послании Федеральному собранию, зачитанном 5 ноября 2008 года, Президент Д. Медведев, в частности, сказал: «Экономический кризис — не нужно обольщаться — ещё далек от завершения.»
7 ноября помощник Президента России А. Дворкович, говоря с журналистами, сказал, что «никакой резкой девальвации не будет» и исключил возможность закрытия в России на длительное время биржевых площадок. «Независимая газета» от того же числа, отмечая, что накануне цена нефти марки Urals опустилась ниже 58 долларов за баррель, ссылалась на мнение экспертов, которые предупреждают, что «если цены на нефть сохранятся на критически низком уровне, то уже в первом квартале 2009 года бюджет станет дефицитным, поэтому не исключен его секвестр».
10 ноября на совещании по экономическим вопросам у Председателя Правительства В. Путина, в котором участвовали банкиры и представители правоохранительных органов, председатель Центробанка России Сергей Игнатьев заявил, что чистый отток капитала из России в октябре составил 50 млрд против 24,6 млрд долларов в сентябре; он не исключил плавной девальвации российского рубля.
По итогам рабочей недели, закончившейся 14 ноября 2008 года, цена на нефть марки Urals снизилась за неделю на 11 % и впервые с января 2007 года опустилась ниже отметки $50 за баррель.
18 ноября 2008 года Президент Д. А. Медведев и российская пресса констатировали приход кризиса в реальный сектор экономики России.
Выступления руководства партии «Единой России», включая В. Путина, 20 ноября на 10-м съезде партии были расценены как первое официальное признание власти, что «страна погружается в кризис, причем не только финансовый, но и экономический».
25 ноября сообщалось, что в РФ, согласно расчетам Министерства экономического развития, впервые с момента начала мирового кризиса зафиксировано снижение ВВП в одном месяце по отношению к предыдущему: в октябре ВВП снизился на 0,4 % по отношению к сентябрю, хотя в годовом выражении, по сравнению с октябрем 2007 года, вырос на 5,9 %.
Согласно опубликованной 26 ноября Банком России (ЦБР) отчётности банков по данным оборотной ведомости бухгалтерского учёта за октябрь 2008 года, по расчётам газеты «Коммерсантъ», совокупный убыток банковской системы России в октябре составил 39,3 млрд рублей: треть банков (288 организаций) получили убыток, в совокупности составивший 69,0 млрд рублей (результаты не учитывают показатели Внешэкономбанка, убытки которого превысили убытки всей банковской системы и составили 46,0 млрд руб.).

## 2009—2010

График годового изменения реального ВВП России 1991—2010 (прогноз)

Исходя из сделанных 19 января в Гонконге заявлений заместителя Председателя Правительства РФ Алексея Кудрина, журналист «Независимой газеты» Михаил Сергеев делал вывод, что в 2009 году Россию ждёт стагфляция: сочетание спада при сохранении высокой инфляции, и что правительство смирилось с неизбежностью подобного негативного сценария.
Во второй половине января 2009 года были обнародованы новые расчёты Минэкономразвития РФ, согласно которым ВВП России в 2009 году снизится на 0,2 % (вместо роста на 2,4 % по предыдущему прогнозу); прогноз падения промпроизводства в 2009 году был увеличен до 5,7 % (против снижения на 3,2 % по предыдущему прогнозу); инвестиции в основной капитал в 2009 году снизятся на 1,7 % (против ранее ожидавшегося роста на 1,4 %).
Обнародованный в конце января прогноз Международного валютного фонда резко ухудшил прогноз развития экономики России и мира на 2009 год: объём российского ВВП, по расчётам МВФ, упадёт на 0,7 %, а не на 0,2 %, как рассчитывали в то время в Минэкономразвития.
Данные ВВП-индикатора банка VTB Capital за январь 2009 года свидетельствовали о снижении в годовом исчислении официального российского ВВП в первом квартале, что будет означать первое снижение экономики в годовом исчислении, начиная с первого квартала 1999 года.
17 февраля Минэкономразвития скорректировало прогноз на 2009 год до минус 2,2 % ВВП, минус 7,4 % по промышленности и примерно минус 14 % по инвестициям, оставив прогноз по цене нефти прежним — 41 доллар за баррель.
Впервые с сентября 1999 года в феврале товарооборот в рознице снизился на 2,4 %.
По данным журнала Forbes, с мая 2008 года по февраль 2009 года число российских долларовых миллиардеров сократилось со 110 до 32 человек, а их общее состояние уменьшилось почти в 5 раз.
24 марта заместитель Председателя Правительства и министр финансов Алексей Кудрин на расширенной коллегии Минэкономразвития РФ заявил, что ожидает вторую волну проблем в финансовой системе, связанную с невозвратом кредитов в реальной сфере экономики, и снижение цен на нефть. Это заявление вызвало падение российских фондовых индексов.
15 апреля Росстат сообщил, что промпроизводство в I квартале снизилось по сравнению с I кварталом 2008 года на 14,3 %; 23 апреля замминистра экономического развития Андрей Клепач сообщил, что падение в первом квартале вышло гораздо хуже, чем предполагало правительство: ВВП снизился на 9,5 % в сравнении с I кварталом 2008, а прогноз был минус 7—8 %.
Опубликованный 22 апреля прогноз Международного валютного фонда (МВФ) (предыдущий был в январе) скорректировал показатели спада для России до 6 % в 2009 году.
Как отмечал 27 апреля журнал «Эксперт», «мартовская статистика показала, что спад в российской промышленности закончился», «всего на 7 % сократились реальные доходы населения, всего на 11 % — объёмы розничной торговли и не дотянуло до 20 % сокращение инвестиций. Такие соотношения не характерны для затяжных рецессий. Скорее они характерны для краткосрочных, но энергичных спадов».
15 мая Росстат сообщил, что ВВП РФ в I квартале 2009г снизился по сравнению с IV кварталом 2008г на 23,2 % в номинальном выражении; в реальном же выражении — на 35 %, половину которых можно отнести к сезонным факторам.
«Независимая газета» писала, что по итогам первого полугодия 2009 года «Россия стала безусловным лидером среди крупных стран по относительным темпам падения экономики по сравнению с докризисным периодом».
По итогам первого полугодия 2009 года ВВП страны снизился на 10 %, промпроизводство на 15 %, инвестиции — на 18 %.
Согласно данным Росстата в начале августа 2009 года, по итогам второго квартала ВВП России вырос на 7,5 % по отношению к первому кварталу; по сравнению с тем же периодом прошлого года показатели — отрицательные: минус 10,9 процента; 24 августа Клепач заявил об окончании рецессии.
В опубликованном 12 октября 2009 года интервью руководитель Росстата В. Л. Соколин говорил, в частности: «<…> Если исходить из модели, применяемой Росстатом, то она не подтверждает данные Минэкономразвития о том, что мы уже пошли вверх. Я имею в виду такой показатель, как тренд — динамику с исключением всевозможных сезонных и календарных факторов. Если взять, например, промышленное производство, то четыре последних месяца эта линия идёт абсолютно горизонтально.»
В марте 2010 года гендиректор российского отделения «Camozzi» Кистиченко свидетельствовал о выходе отделения на «докризисные бизнес-показатели объёмов продаж в ежемесячном формате уже в октябре 2009 года, после чего наблюдался устойчивый рост», он отметил это как «факт, который говорит о позитивных тенденциях в российской экономике в целом. У Camozzi в России огромное количество клиентов — около 50 тыс. Поэтому рост продаж пневмоаппаратуры Camozzi в полной мере отражает тенденции, складывающиеся на рынке».
30 декабря 2009 года В. В. Путин заявил, что активная фаза российского экономического кризиса преодолена.
В 2009 году индекс потребительских цен в России повысился на 8,8 %, это самый низкий показатель инфляции в новейшей истории России.
По данным доклада Росстата, обнародованным в феврале 2010 года, падение российского ВВП в 2009 году составило 7,9 %, что явилось наихудшим результатом среди стран «восьмерки» в 2009 году.
Согласно данным, опубликованным 11 марта 2010 года журналом Forbes, число миллиардеров за 2009 год в России почти удвоилось, увеличившись с 32 до 62 человек, что эксперты объясняли ростом цен на нефть и ростом фондовых рынков — в том числе и за счёт антикризисных вливаний российского правительства. До кризиса число российских миллиардеров, по данным Forbes, превышало 100 человек.
В марте 2010 года в докладе Всемирного банка отмечалось, что потери экономики России оказались меньше, чем это ожидалось в начале кризиса. По мнению Всемирного банка, отчасти это произошло благодаря масштабным антикризисным мерам, которые предприняло правительство.
По итогам первого квартала 2010 года, по темпам роста ВВП (2,9 %) и роста промышленного производства (5,8 %) Россия вышла на 2-е место среди стран «Большой восьмёрки», уступив только Японии.
20 апреля 2010 года на выступлении в Госдуме с отчётом правительства о работе в 2009 году, премьер-министр РФ В. В. Путин заявил, что экономика России вышла из продолжительной рецессии и начала своё восстановление: «Рецессия в нашей экономике закончилась. Более того, у нас очень хорошие стали стартовые условия для дальнейшего движения вперёд. Это не значит, что кризис закончился, но рецессия закончилась».
В октябре 2010 года В. В. Путин заявил, что глобальный экономический кризис стал для России серьёзным испытанием, но его уроки подтвердили правильность избранного правительством пути, а «заранее накопленные резервы, ответственная макроэкономическая политика, успешно реализованная антикризисная программа — всё это позволило смягчить последствия спада экономики для граждан и для бизнеса и сравнительно быстро вернуться на траекторию роста». Спустя чуть более года, в декабре 2011 года Путин отмечал, что в России «гораздо мягче прошли кризисные явления 2009—2010 годов, чем в других странах мира… даже тогда чуть-чуть, но всё-таки росли реальные доходы населения». (Ранее, в конце 2009 года, академик Евгений Примаков отмечал: «Кризис затронул нас значительно больше, чем многие другие страны».)

## Фондовый рынок

Российский фондовый индекс ММВБ в сравнении c американским индексом DJIA. В процентах от значений апреля 2008 года

6 октября 2008 года произошло очередное, рекордное за всю историю российского рынка акций, падение индекса РТС (за день на 19,1 % — до 866,39 пункта; в Лондоне, где торги не останавливались, российские «голубые фишки» подешевели на 30—50 %).
С начала августа по начало октября 2008 года капитализация российского фондового рынка снизилась на 51,7 %, в то время как капитализация фондовых рынков развивающихся стран в целом упала на 25,4 %.
8 октября 2008 года индекс ММВБ упал при открытии на 13 %, через полчаса падение составило 14,35 %: индекс опустился до отметки 637,87 пункта. Торги акциями были приостановлены до появления соответствующего решения ФСФР. Торги на РТС, где индекс опустился до отметки 761,63 пункта, были приостановлены на час, но после полудня не возобновились — также до выхода специального распоряжения ФСФР. Торги российскими бумагами — депозитарными расписками на акции — переместились в Лондон.
9 октября 2008 года журналист «Независимой газеты» Сергей Куликов утверждал, что «за последние полгода российский рынок потерял около 70 % капитализации, тогда как остальные страны потеряли около 25 или 30 %», что, по мнению директора департамента стратегического анализа компании ФБК Игоря Николаева, наряду с прочими факторами, объяснялось «перекапитализированностью российского фондового рынка, которая была достигнута к началу текущего года в результате реализации принципа „чем больше капитализация — тем лучше“».
В связи с серией приостановок торгов на российских торговых площадках, в октябре 2008 года объём торгов на ММВБ упал более чем наполовину: если в августе среднедневные обороты биржи составляли около 150 млрд рублей, то в октябре они упали до 60 млрд.
13 октября 2008 года индексы на РТС и ММВБ продолжали падение — на фоне максимального роста за свою историю европейских фондовых индексов Dow Jones Stoxx 600, DAX и CAC 40. Индекс РТС снизился на 6,3 %, до 791 пункта; ММВБ — почти на 5 %, до 666 пунктов.
15 октября 2008 года оппозиционный политик и бывший председатель правительства России М. Касьянов заявил: «Стоимость акций некоторых российских предприятий, за которыми стоят реальные активы, ниже, чем стоимость самих этих активов. Поэтому есть основания считать, что рынок практически умер.»
24 октября 2008 года произошло падение российского фондового рынка РФ: индекс РТС потерял 10,63 % и составил 568.87 пункта; российские акции достигли уровня 1997 года.
По итогам октября 2008 года российский фондовый рынок продемонстрировал худшие результаты среди всех рынков мира.
По итогам рабочей недели, закончившейся 14 ноября 2008 года, РТС и ММВБ стали лидерами падения среди мировых фондовых площадок.
19 января 2009 года российский фондовый рынок испытал сильнейшее падение в 2009 году: индекс РТС потерял 6,2 %, опустившись до отметки 531,66 пункта — минимального уровня с июля 2004 года; индекс ММВБ в валютном выражении потерял 5,4 %. Основной причиной падения стала, по мнению аналитиков, политика управляемой девальвации рубля, проводимая ЦБ РФ.
23 января 2009 года индекс РТС упал на 3,34 %, за неделю потеряв 12 %, до отметки 498,2 пункта — ниже отметки 500 пунктов, самого низкого уровня с 2003 года; капитализация рынка акций опустилась до $305 млрд, что ниже рыночной стоимости одного Газпрома в мае 2008 года ($365,7 млрд); индекс ММВБ по итогам торгов снизился на 0,71 %, до 553,62 пункта. Акции Сбербанка снизились до исторических минимумов, потеряв на ММВБ 2,88 % и опустившись до минимальной отметки 15,2 руб. за акцию, что ниже цены размещения в марте 2007 года на 82,92 %.
По итогам 2009 года российский фондовый рынок оказался мировым лидером роста, индекс РТС вырос в 2,3 раза. 12 марта 2010 года «Независимая газета» отмечала, что российскому фондовому рынку удалось отыграть большую часть падения, произошедшего в начале мирового финансового кризиса. По мнению «Независимой газеты», это произошло благодаря осуществлённой российским правительством антикризисной программе.

## Валютный рынок

Динамика курса доллара США к российскому рублю

24 октября 2008 года, в пятницу, сообщалось, что Центробанк РФ за минувшую неделю мог потратить около 13 млрд долларов из золотовалютных резервов на валютные интервенции с целью не допустить падения рубля к бивалютной корзине.
Газета «Ведомости» от 30 октября утверждала, что средства, которые правительство и ЦБ направляют в адрес банков, последние тратят в значительной мере на покупку валюты, «провоцируя ослабление рубля и заставляя население панически скупать доллары, ещё больше понижая стоимость национальной валюты».
В конце октября 2008 сообщалось, что за неделю по 24 октября резервы Центробанка уменьшились на $31 млрд до $484,7 млрд; за четыре недели они упали на $78,1 млрд, что было вызвано курсовой переоценкой резервов (за счёт падения курса евро к доллару) и валютными интервенциями ЦБ.
Утром 11 ноября 2008 года на ММВБ произошло значительное снижение курса рубля по отношению к бивалютной корзине.
Редакционная статья в газете «Ведомости» от 13 ноября 2008 года писала, что население и рыночные игроки восприняли слова председателя ЦБ, сказанные им 10 ноября (о «повышении гибкости валютного курса с некоторой тенденцией к ослаблению рубля»), «как сигнал к действию: теперь даже самые стойкие сторонники рубля запасаются долларами»
19 ноября 2008 года председатель ЦБ С. Игнатьев сообщил Госдуме: «На 1 ноября 2008 года объём золотовалютных резервов в Российской Федерации составил 484,6 миллиарда долларов США. За сентябрь и октябрь золотовалютные резервы снизились на 97,6 миллиарда долларов.» Из названной суммы 57,5 миллиарда долларов были потрачены на валютном рынке с целью поддержания курса рубля.
После очередного снижения курса рубля 5 декабря 2008 года относительно бивалютной корзины на 1 %, что связывалось с удешевлением основой статьи российского экспорта — нефти (цены на марку Urals 5 декабря снизились до четырёхлетнего минимума — $36 за баррель), участники рынка ожидали от ЦБ более резкой девальвации уже в начале 2009 года.

## Промышленность

Индекс промышленного производства в России в 2008—2010 годах, в процентах к соответствующему периоду предыдущего года

8 октября 2008 года было сообщено об остановке конвейеров ГАЗа и уменьшении количества рабочих дней на КамАЗе.
По данным Росстата, в декабре 2008 года падение промышленного производства в России достигло 10,3 % по отношению к декабрю 2007 года (в ноябре — 8,7 %), что стало самым глубоким спадом производства за последнее десятилетие; в целом в 4-м квартале 2008 года падение промпроизводства составило 6,1 % по сравнению с аналогичным периодом 2007 года. Цены производителей промышленных товаров в декабре 2008 года продолжили снижение, упав по сравнению с ноябрем на 7,6 %, с декабрем 2007 года — на 7 %.
Андрей Илларионов оценил темпы спада промышленного производства в ноябре — декабре 2008 года как «не имеющие аналогов в современной российской экономической истории».
Согласно данным Росстата, по сравнению с январем 2008 года промышленное производство в январе 2009 года упало на 16 % — самое глубокое падение с 1994 года. Наиболее сильный спад произошёл в обрабатывающих отраслях, где производство снизилось на 24,1 %.
По данным Росстата, в феврале 2009 года индекс промышленного производства снизился на 13,2 % по сравнению с аналогичным показателем прошлого года. Объём производства в обрабатывающих отраслях промышленности в январе — феврале сократился на 21 %, добыча полезных ископаемых сократилась на 4,5 %, производство электроэнергии — на 7,2 %.
К середине февраля 2009 года среднесуточная добыча газа к уровню 2008 года в целом по России снизилась на 9,9 %, в «Газпроме» — на 13,3 %.
По итогам 2009 года индекс промышленного производства России уменьшился на 10,8 %.
Индекс промышленного производства России в I квартале 2010 года по сравнению с аналогичным периодом 2009 года увеличился на 5,8 %.
К апрелю 2010 года в российской обрабатывающей промышленности практически не осталось отраслей, находящихся в рецессии.

## Строительство
В январе 2009 года впервые в XXI веке была зафиксирована отрицательная динамика объёма работ в строительстве. Строительство сократилось на 16,8 % (в декабре 2008 года рост составил 0,1 %).
Наблюдалось повышение рыночных цен на цемент в центральной части России, в ходе которого был превышен уровень цены цемента, поставляемого из Китая, Турции, Египта. Факторами, способствующими кризису, были названы: сложность организации импорта и большие сроки строительства новых заводов.
В конце августа 2009 года было объявлено о том, что в связи с тяжёлым финансовым положением в рамках реструктуризации долга «Дон-Строя» перед банком ВТБ в размере $500 млн контрольный пакет ЗАО «Дон-строй инвест» (дочерней компании «Дон-строя», владеющей жилищными проектами девелопера) будет передан банку за символические 500 руб. 1 сентября 2009 года стало известно, что контрольный пакет ещё одной дочерней структуры «Дон-Строя», ООО «ДС девелопмент», занимающейся строительством и управлением коммерческой недвижимости, вместе с построенным «Дон-Строем» московским бизнес-центром Nordstar Tower площадью 147 тыс. м² будет передан за «символические несколько сот рублей» Сбербанку, также в погашение задолженности.
В январе 2010 года было объявлено о реструктуризации долга «Дон-Строя» Сбербанку в размере 20 млрд руб. 11 млрд из них будет погашено путём передачи банку московского бизнес-центра Nordstar Tower, а срок уплаты оставшихся 9 млрд руб. — отсрочен.

## Действия руководства страны
В 2008 году бюджетные антикризисные меры составили 1089 млрд рублей (2,6 % ВВП), из них на укрепление финансового сектора было направлено 785 млрд рублей, на поддержку реального сектора экономики — 304 млрд рублей.
Меры по укреплению финансового сектора, реализованные в 2008 году:
- субординированные кредиты — 450 млрд рублей;
- рекапитализация и другие меры прямой поддержки — 335 млрд рублей;
- рекапитализация Агентства по страхованию вкладов — 200 млрд рублей;
- рекапитализация банков — 75 млрд рублей;
- рекапитализация Агентства по ипотечному жилищному кредитованию — 60 млрд рублей.

Меры по поддержке реальной экономики, реализованные в 2008 году:
- меры налогово-бюджетного стимулирования, направленные на поддержку производителей — 272 млрд рублей;
- снижение налогового бремени — 220 млрд рублей;
- поддержка отраслей — 52 млрд рублей;
- меры налогово-бюджетного стимулирования, адресованные населению — 32 млрд рублей;
- приобретение жилья для военнослужащих и для социально уязвимых групп населения — 32 млрд рублей.

На 2009 год было объявлено о бюджетных антикризисных мерах на 1834,77 млрд рублей, из них на укрепление финансового сектора планировалось направить 625 млрд рублей, на поддержку реального сектора экономики — 798,3 млрд рублей, на помощь регионам — 300 млрд рублей, на защиту уязвимых групп населения — 111,5 млрд рублей.
Всего в рамках антикризисных мер на поддержание государственных и дружественных банков правительство потратило 5,4 % ВВП — примерно половину от того, что из себя представлял совокупный капитал банковской системы. Из этой суммы банк ВТБ получил почти четверть.
По замечанию академика В. В. Ивантера (2014): «Во время кризиса 2008—2009 годов были сохранены вклады и доходы населения, свободный размен рубля на иностранную валюту. И потрачены порядка 200 миллиардов долларов из резервов. Но при этом экономика „упала“ почти на 8 процентов».

### Август — октябрь 2008 года
Стремясь предотвратить кризис ликвидности, в августе Министерство финансов России разместило в коммерческих банках 166 млрд рублей; в сентябре — 763 млрд рублей (лимит повышен до 1,5 трлн рублей); ещё 300 млрд рублей были высвобождены ЦБ посредством снижения требования к резервам банков.
В сентябре-октябре 2008 года правительством России были объявлены первые антикризисные меры, направленные на решение самой неотложной на тот момент задачи: укрепление финансовой системы России. В число этих мер вошли инструменты денежно-кредитной, бюджетной и квазифискальной политики, которые были нацелены на обеспечение погашения внешнего долга крупнейшими банками и корпорациями, снижение дефицита ликвидности и рекапитализацию основных банков. Расходы бюджета, направленные на поддержку финансовой системы, превысили 3 % ВВП. Эти расходы осуществлялись по двум каналам: предоставлением ликвидности в виде субординированных кредитов и посредством вливаний в капитал банковской системы. По оценке Всемирного банка, «это позволило добиться стабилизации банковской системы в условиях крайнего дефицита ликвидности и предотвратить панику среди населения: чистый отток вкладов из банковской системы стабилизировался, начался рост валютных вкладов, удалось избежать банкротств среди крупных банков, и был возобновлён процесс консолидации банковского сектора».
7 октября 2008 года Президент России Д. Медведев, после совещания с экономическим блоком правительства, сказал, что государство предоставит российским банкам субординированный кредит на сумму до 950 млрд рублей сроком не менее чем на пять лет. Из общей суммы кредита Сбербанк должен был получить до 500 млрд рублей, ВТБ — до 200 млрд рублей, Россельхозбанк — до 25 млрд рублей; оставшиеся 225 млрд смогут получить прочие российские банки при условии, что сумма кредита не будет превышать 15 % уставного капитала банка, а владельцы банка будут готовы внести два рубля своих средств на рубль государственных.
The Financial Times от 10 октября 2008 года отмечала, что накопленные резервные средства России, по мнению экспертов, дают стране преимущество: «Президент Дмитрий Медведев пообещал выделить примерно 20 миллиардов долларов бюджетных средств для интервенции на фондовом рынке с целью покупки акций. Десятки миллиардов долларов из бюджета были также перечислены на счета неплатежеспособных банков в виде займов. Государственный Внешэкономбанк предоставил 50 миллиардов долларов заёмных средств тем российским компаниям, которые не в состоянии справиться с выплатой валютных долгов. В результате Россия оказалась в довольно неплохом положении, будучи в состоянии пережить нынешний кризис. У неё огромные запасы денежных средств, а её банковская система хоть и нестабильна, но не настолько велика в сопоставлении с остальной экономикой, как в западных странах.»
10 октября 2008 года Государственная дума приняла ряд законопроектов по стабилизации финансовой системы. В частности, поправки разрешают размещать средства Фонда национального благосостояния во Внешэкономбанке на депозиты до 31 декабря 2019 года на общую сумму не более 450 млрд рублей по ставке 7 % годовых в порядке, установленном российским правительством. Член комитета Госдумы по экономической политике Наталья Ермакова выразила мнение, что тем самым «законодатель дает Центробанку ещё один сильный инструмент для того, чтобы поддерживать ликвидность». Аналитики, опрошенные журналом «Эксперт», позитивно оценили принятые меры: «Меры, направленные на стабилизацию финансовой системы России, безусловно, улучшат ситуацию в экономике и приведут к тому, что повысится ликвидность финансового рынка в целом, снизится напряженность на рынке межбанковского кредитования, на долговом и фондовом рынках».
Также 10 октября Председатель Правительства В. Путин заявил, что в роли оператора размещения госсредств (включая средства Фонда национального благосостояния России) в российские акции и облигации выступит Банк развития (Внешэкономбанк), в котором он является председателем Наблюдательного совета. Министр финансов А. Кудрин в Вашингтоне заявил, что будет рассмотрена возможность использовать для поддержания российского фондового рынка и средства пенсионных накоплений; он также сказал, что кризис может продолжаться «более двух лет», а роста российских активов «нужно будет ждать в течение 3—5 лет».
За неделю, прошедшую после заявлений Путина, Медведева и Кудрина, к 17 октября 2008 года индекс РТС упал на 21 %. В целом за пять месяцев индекс РТС потерял более 73 %, опустившись с 2487,92 пункта 19 мая 2008 года до 667,62 пункта 17 октября 2008 года.
13 октября 2008 года Президент Медведев подписал пакет законов, ранее принятый Государственной Думой и одобренный Советом Федерации; Д. Медведев отметил на встрече с помощником Президента А. Дворковичем, что законы касаются «одного вопроса: обеспечения стабилизации на нашем финансовом рынке — имея в виду, естественно, те очень сложные процессы, которые сегодня происходят на международных финансовых рынках, нашу зависимость от этих процессов и необходимость предотвратить наиболее сложные последствия для нашей страны. Правительство сейчас приступит к реализации этих законов». Дворкович, со своей стороны, сказал, что для «начала размещения средств Фонда национального благосостояния на внутреннем финансовом рынке» будет достаточно акта Правительства, проект которого «подготовлен».
Русский Newsweek от 13 октября 2008 года сообщал, что ВЭБ уже под обеспечение кредита забирает в залог акции российских предприятий, что создаёт «риск национализации» и передела собственности. Аналогичные опасения высказывал крупный предприниматель и депутат Госдумы четвёртого созыва А. Е. Лебедев: «В политической элите есть сторонники идеи о возврате контроля над этими бизнесами государству. Кризис представляет для этого удобный путь. Правительство рефинансирует долги этих компаний перед иностранными кредиторами, а спустя некоторое время становится владельцем контрольных пакетов акций. И не нужно ни платить много, как за Сибнефть, ни банкротить и возбуждать уголовные дела, как с ЮКОСом». Политолог Станислав Белковский считал, что «те меры, которые сегодня принимает правительство против финансового кризиса, фактически направлены на одну цель — на спасение личных кошельков нескольких сотен представителей правящей элиты.» Такое же мнение высказывала газета Ведомости в своей редакционной статье от 23 октября 2008 года: «Государство, долго не раздумывая, кинулось спасать бизнесменов. Объём государственной помощи приближается к 6 трлн рублей — это ненамного уступает расходам недавно уточнённого бюджета России на 2008 год (6,75 трлн руб.). Вроде бы то же самое сейчас делают все правительства, у которых есть хоть какие-нибудь денежные запасы. Но с принципиальным отличием: они на государственные средства спасают систему, поддерживая её там, где кризис прорвал оборону, а мы спасаем конкретный бизнес конкретных людей».
23 октября 2008 года Госдума приняла сразу во втором и третьем чтениях поправки в федеральный бюджет на 2008—2010 годы, которые увеличивают финансирование по отдельным антикризисным направлениям; также были приняты законы, расширяющие полномочия Банка России, позволяя ему идти на «спецмеры» по скупке кризисных банков и оперировать не только государственными ценными бумагами, но и осуществлять куплю-продажу корпоративных ценных бумаг.
27 октября 2008 года в обстановке секретности Наблюдательный совет Внешэкономбанка одобрил выделение денег ряду компаний, распределив около 10 млрд $ из общей суммы 50 млрд $: в числе компаний, спасаемых от проблем с margin call, были UC Rusal, ретейлер X5 Retail Group, Вымпелком; часть средств получило также ОАО РЖД. Около половины выделенной ВЭБом суммы — $4,5 млрд — досталось компании О. Дерипаски UC Rusal.

### Ноябрь — декабрь 2008 года
8 ноября 2008 года Председатель Правительства В. Путин утвердил подготовленный в соответствии с поручением Президента Дмитрия Медведева «План действий, направленных на оздоровление ситуации в финансовом секторе и отдельных отраслях экономики».
11 ноября 2008 года Президент Д. Медведев в Кремле на встрече с президиумом Торгово-промышленной палаты (ТПП) России заявил о необходимости сократить число посредников, участвующих в распределении государственных ресурсов конкретным предприятиям; также было сказано о необходимости усиления государственного контроля над деятельностью банков. В тот же день ЦБ РФ объявил о «расширении с 11 ноября 2008 года коридора допустимых колебаний операционного ориентира курсовой политики — рублёвой стоимости бивалютной корзины» симметрично в каждую сторону.
Газета «Ведомости» от 17 ноября 2008 года, говоря о значении антикризисного саммита G20, по итогам которого Президент Медведев поставил подпись под декларацией, которая, в частности, обязывает участников воздерживаться от каких-либо новых торговых заградительных мер, отмечала: «Годовой мораторий на протекционистские меры, с которым согласились все участники саммита, — с одной стороны, довольно общее заявление, с другой — накладывает некие ограничения, прежде всего, моральные. Никаких механизмов принуждения к соблюдению моратория нет. Но, конечно, страну, заподозренную в протекционизме, остальные участники „двадцатки“ смогут публично осудить. В этом смысле очень интересно, как будет действовать российское правительство. Наш план борьбы с кризисом на протекционизме держится. В нём предусмотрено повышение таможенных пошлин на несколько десятков товарных позиций, в том числе запретительные пошлины на ввоз иностранных автомобилей старше пяти лет. Поставщики российских товаров получат ценовые преференции при госзакупках: их признают победителями, даже если товар дороже иностранного аналога на 5—25 %. А сельхозпроизводители и экспортеры получат от государства щедрые субсидии». Утверждённый ранее, 8 ноября 2008 года, Председателем Правительства В. Путиным «План действий, направленных на оздоровление ситуации в финансовом секторе и отдельных отраслях экономики» предусматривал повышение импортных пошлин на широкий круг товаров. 17 ноября В. Путин публично поставил под сомнение обязательство об отказе от протекционизма, заявив, что Россия выполнит решения саммита G20, но реализует намеченные меры по защите национальных интересов.
19 ноября, выступая перед Госдумой, министр финансов А. Кудрин утверждал: «Достигнутые показатели объёма золотовалютных резервов, которые Россия скопила за последние годы, и понимая, и оценивая опыт дефолта и опыт девальвации 1998 года, позволяют говорить о том, что сегодня накоплена прочная основа для стабильности макроэкономики, стабильности курса национальной валюты».
20 ноября, выступая на 10-м съезде «Единой России», лидер партии В. Путин предложил снизить налоги на бизнес. В тот же день Президент Медведев пригласил ряд крупнейших предпринимателей России (Владимир Потанин («Интеррос»), Алишер Усманов («Металлоинвест»), Михаил Фридман («Альфа-групп»), Виктор Вексельберг («Ренова»), Михаил Прохоров («Онэксим»), Олег Дерипаска («Базэл»), Алексей Мордашов («Северсталь»), Алексей Миллер («Газпром»), Игорь Зюзин («Мечел»), Владимир Лисин (НЛМК), Виктор Рашников (ММК), Дмитрий Пумпянский (ТМК), Владимир Богданов («Сургутнефтегаз»), Вагит Алекперов («Лукойл»)) на ужин в своей резиденции в Барвихе; во время беседы выступил каждый бизнесмен: гости говорили о необходимости ускоренного возврата НДС, снижения НДПИ и налогов в целом, замораживания тарифов естественных монополий, просили приостановить либерализацию энергорынка, дать льготные кредиты для рефинансирования внешних займов и капвложений; Медведев заинтересовался, кто уже успел получить госкредиты. Оппозиционный политик Владимир Милов оценил заявленные В. Путиным меры как «имитационные».
21 ноября Наблюдательный совет ВЭБа одобрил кредит для горно-металлургической группы Evraz Group на $1,8 млрд.
24 и 28 ноября ЦБ РФ повторно расширил валютный коридор на 30 копеек в обе стороны, что привело в совокупному падению рубля к корзине валют примерно на 9 % с максимума, отмеченного в августе 2008. Некоторыми экспертами высказывались сомнения в адекватности мер ЦБ РФ ситуации и задачам. С 1 декабря ЦБ повысил ставку рефинансирования с 12 до 13 % и основные ставки по ключевым операциям и продлил с трёх месяцев до полугода сроки кредитования ЦБ-банков на беззалоговых аукционах.
19 декабря на совещании по вопросам развития автомобильной промышленности был принят пакет протекционистских мер с целью поддержания российского автопрома.
25 декабря Правительственная комиссия по повышению устойчивости развития российской экономики утвердила перечень системообразующих организаций, имеющих стратегическое значение, которые могут претендовать на получение прямой государственной поддержки. В этот список вошли 295 предприятий. Кроме того, был опубликован список из 1148 регионально значимых предприятий, которые также могут претендовать на прямую господдержку.

### 2009 год
19 января Председатель Правительства В. В. Путин поручил Минфину пересчитать федеральный бюджет 2009 года, исходя из новых макроэкономических параметров, представленных Минэкономики: среднегодовая цена на нефть (Urals) в $41 за баррель, сокращение ВВП на 0,3 %, инфляция — на уровне 13 %, рубль, девальвированный до 35 руб/$. Исходя из них, дефицит федерального бюджета в 2009 году составит 5 % ВВП.
10 марта министр финансов Алексей Кудрин объявил о решении правительства на время отказаться от трёхлетнего бюджета, а также оптимизировать ряд расходных статей бюджета на 2009 год.
27 марта 2009 года Государственная Дума во втором и третьем чтениях одобрила поправки к Бюджетному кодексу, которые предоставили правительству правовые основания для внесения в Госдуму новой редакции закона о бюджете на 2009 год: было снято ограничение на использование средств резервного фонда для финансирования дефицита бюджета (по прежней версии, деньги фонда можно было использовать лишь для замещения недополученных нефтегазовых доходов).
В июне 2009 года В. В. Путин подписал новую программу антикризисных мер, приоритеты которой — социальные обязательства, промышленность, инновации и мощная финансовая система.
По мнению д-ра экон. наук Берлина Иришева (22.09.2009): «показателен пример России, которая в самом начале отрицала возможность кризиса в собственной стране, а разговоры на эту тему считались дурным тоном и просто не приветствовались. При этом она располагала серьезным резервом для противостояния кризису: по размерам золотовалютных резервов она занимала третье место в мире после Китая и Японии (более 600 млрд долларов), её бюджет был профицитным, солидность финансовых ресурсов не вызывала сомнений. В течение кризисного года она растеряла все свои преимущества, и, по данным немецкого DekaBank, Россия пострадала от кризиса больше всех и оказалась в лидерах падения: темпы роста её ВВП во втором квартале 2009 года упали на 11 %».
30 декабря 2009 года на заседании Правительства Российской Федерации была принята программа основных антикризисных действий на 2010 год, а её приоритетами стали: поддержка социальной стабильности и социальная защита населения; поддержка оживления экономики и наращивание инвестиций в человеческий капитал.

### 2010 год
- 20 апреля. Премьер-министр России Владимир Путин, выступая в Госдуме с отчётом о работе правительства за 2009 год заявил, что рецессия в российской экономике закончилась. Это не значит, что кризис закончился окончательно, — подчеркнул он[167].

## Жертвы кризиса
- Красноярские авиалинии
- ИжАвто
- КД Авиа
- Тюменьэнергобанк
- Беталинк
- Цифроград
- Глобэкс
- Связь-банк
- ВЕФК
- Северная Казна
- Российский Капитал
- КИТ финанс
- Русский Банк Развития
- Русал
- Свердловский губернский банк

## Социальные протесты
- Протесты в Пикалёво (Ленинградская область)
- Акции протеста в Калининграде (2009—2010)